# Xã Union, Quận Carroll, Ohio
Xã Union (tiếng Anh: Union Township) là một xã thuộc quận Carroll, tiểu bang Ohio, Hoa Kỳ. Năm 2010, dân số của xã này là 977 người.